# Aeger (zoologia)
L'eger (gen. Aeger) è un crostaceo fossile, vissuto tra il Triassico superiore e il Giurassico superiore (tra 210 e 150 milioni di anni fa). I suoi resti sono stati rinvenuti in Europa.

## Descrizione
Questo animale, molto simile a un gamberetto e di dimensioni non superiori agli otto centimetri di lunghezza, era un crostaceo malacostraco della famiglia Penaeidae, un gruppo molto antico risalente al Triassico inferiore. Il corpo dell'eger era compresso lateralmente, con tre paia di appendici munite di chele, e un addome piuttosto allungato. Le antenne e le antennule erano molto sviluppate. Probabilmente questi piccoli animali vivevano in un modo molto simile agli attuali gamberi, predando piccoli animali delle acque costiere.

## Distribuzione e habitat

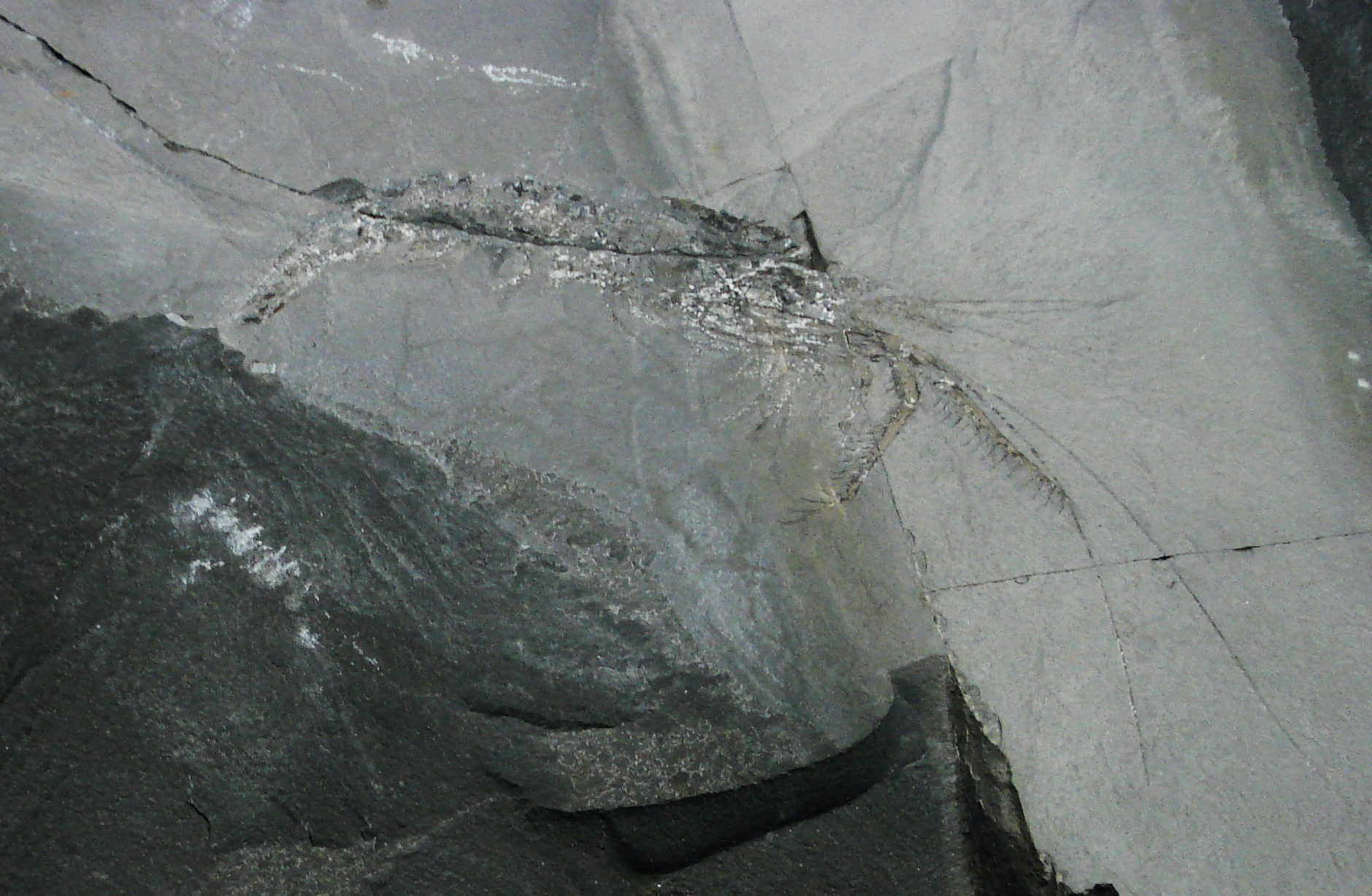
Fossile di Aeger foersteri, proveniente da Osteno

L'aeger era molto comune negli ambienti marini costieri di gran parte dell'Europa. 
Molti fossili perfettamente conservati sono stati rinvenuti nel giacimento di Solnhofen in Baviera, lo stesso che ha restituito il famoso "primo uccello", Archaeopteryx lithographica. Questi ritrovamenti mettono in risalto alcuni particolari delicatissimi, come le antenne e le appendici toraciche. Altri fossili un poco più antichi ma ugualmente notevoli provengono dal giacimento di Osteno, in Lombardia. Tra le specie più note di Aeger si ricordano A. insignis A. tipularius. Un genere affine era Acanthochirana.

## Specie
- Aeger brevirostris
- Aeger brodiei
- Aeger elegans
- Aeger elongatus
- Aeger foersteri
- Aeger fraconicus
- Aeger gracilis
- Aeger hidalguensis
- Aeger insignis
- Aeger laevis
- Aeger lehmanni
- Aeger libanensis
- Aeger macropus
- Aeger marderi
- Aeger muensteri
- Aeger robustus
- Aeger rostrospinatus
- Aeger spinipes
- Aeger straeleni
- Aeger tipularius

## Galleria d'immagini

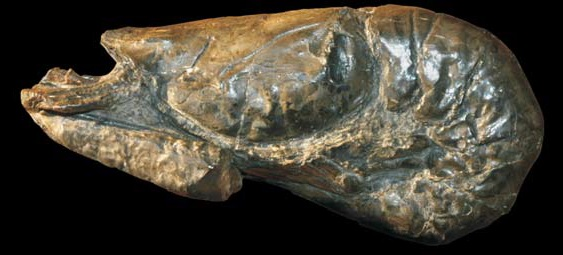
Fossile di Aeger brevirostris
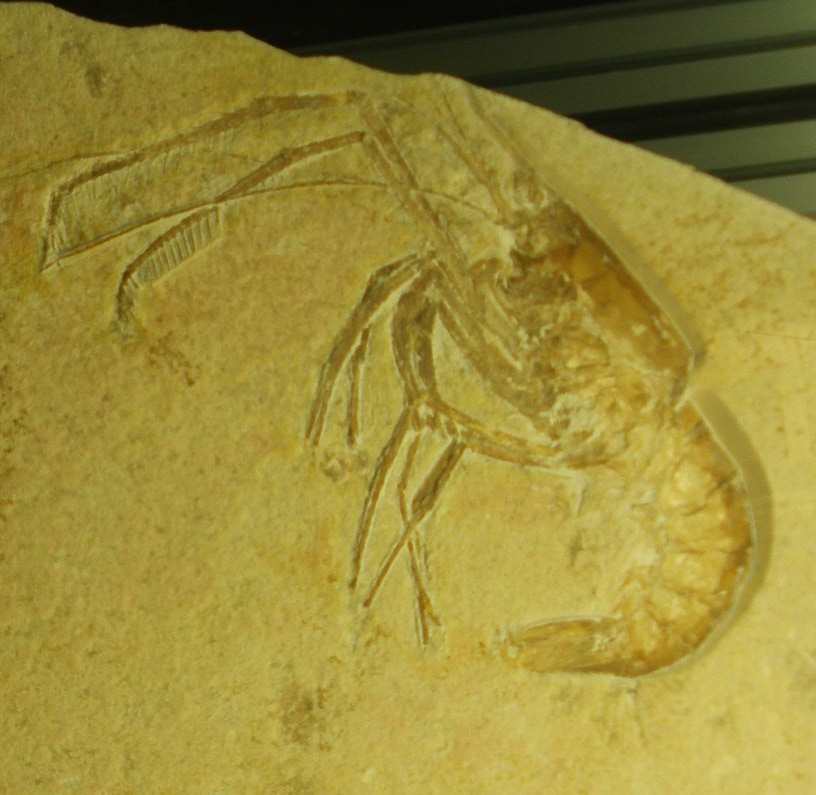
Fossile di Aeger spinipes
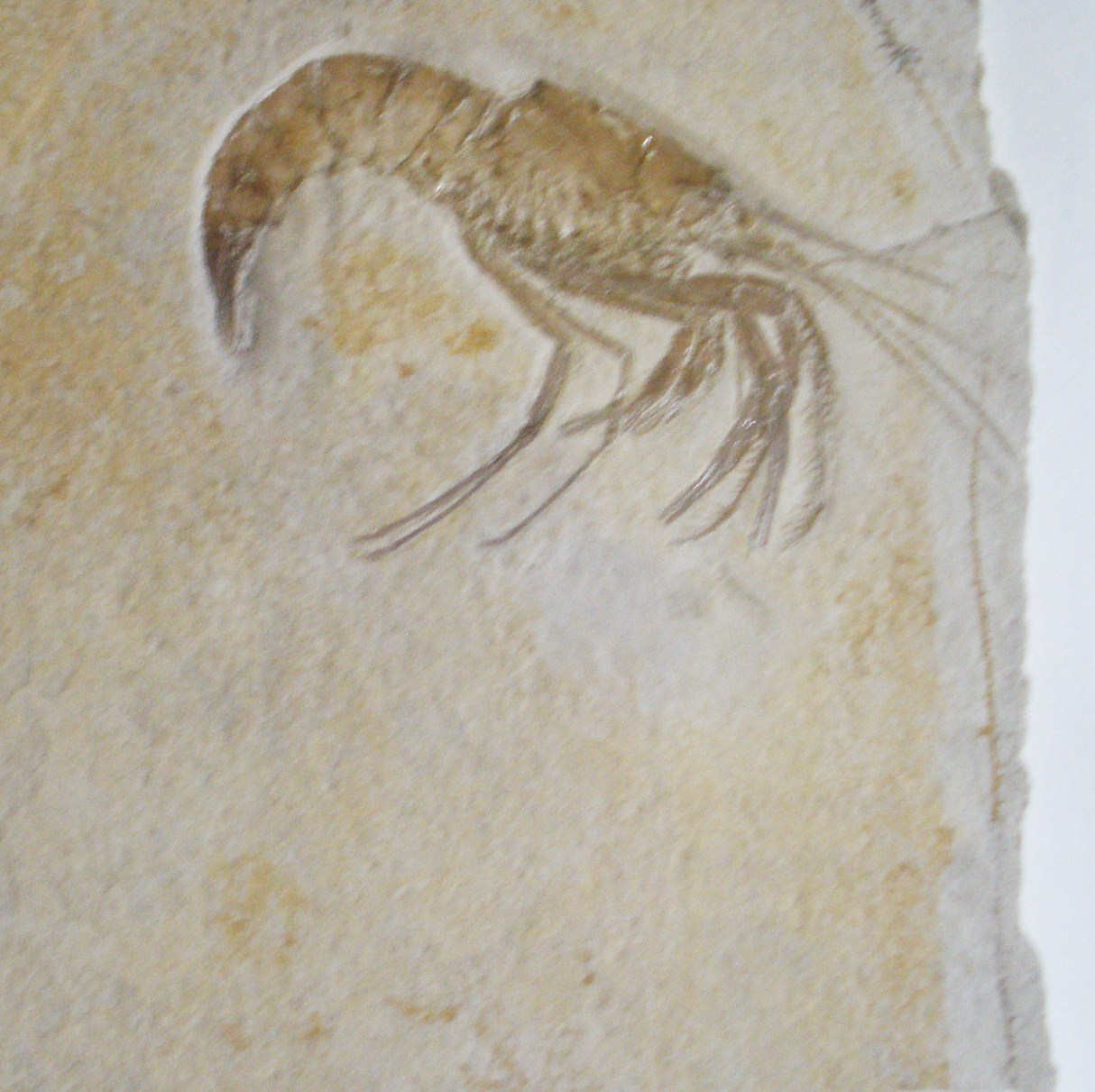
Fossile di Aeger tipularius
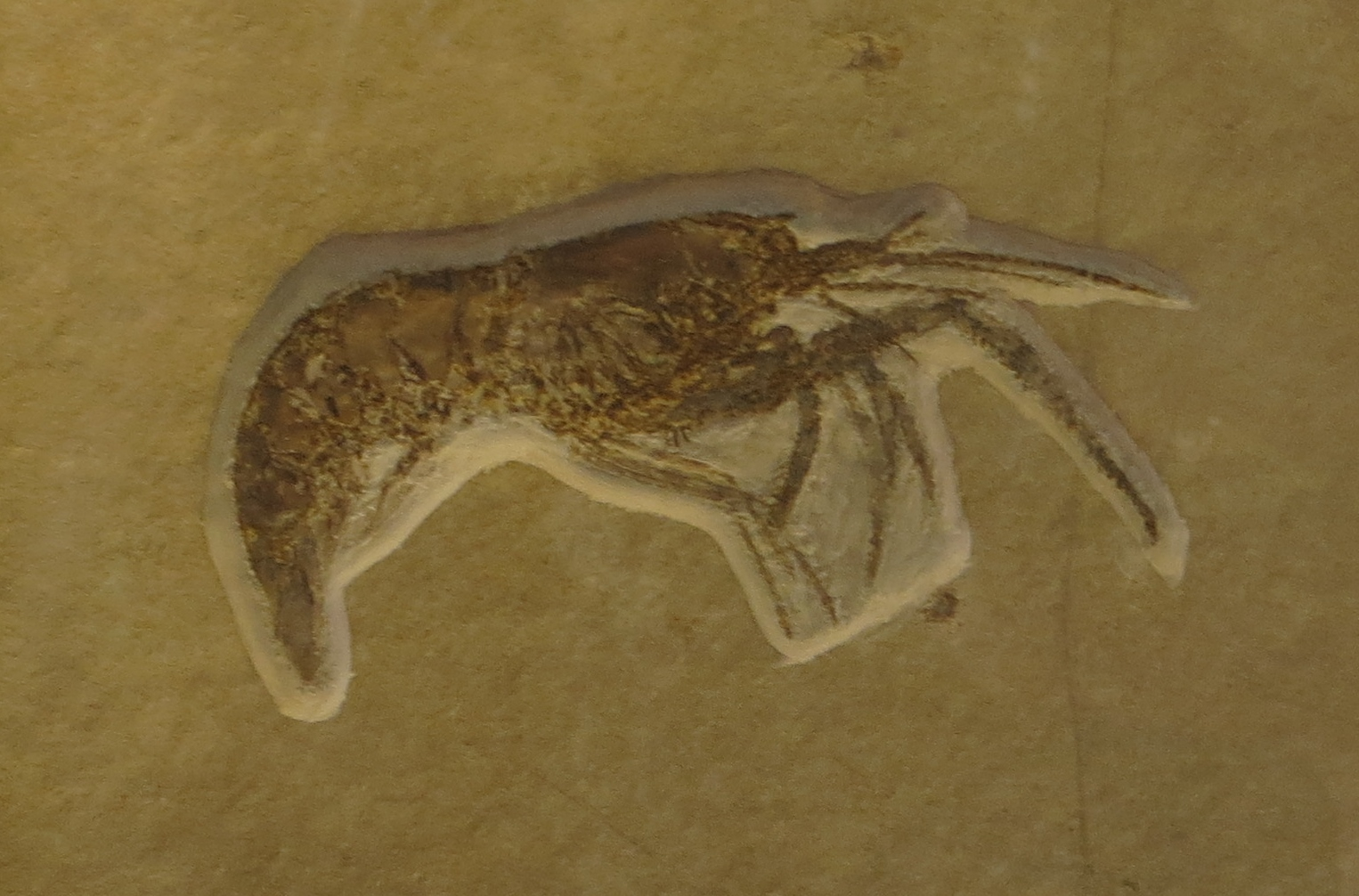
Fossile di Aeger elegans
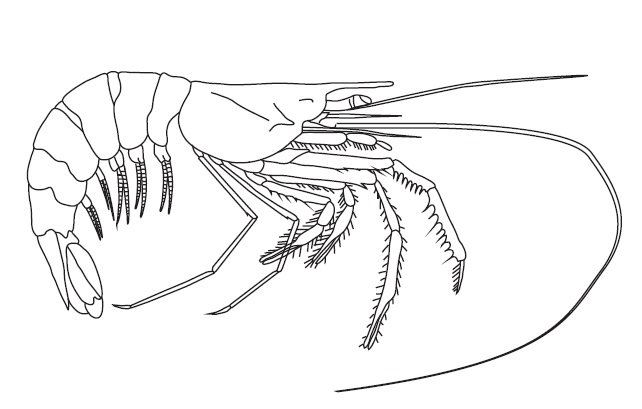
Ricostruzione di Aeger brevirostris
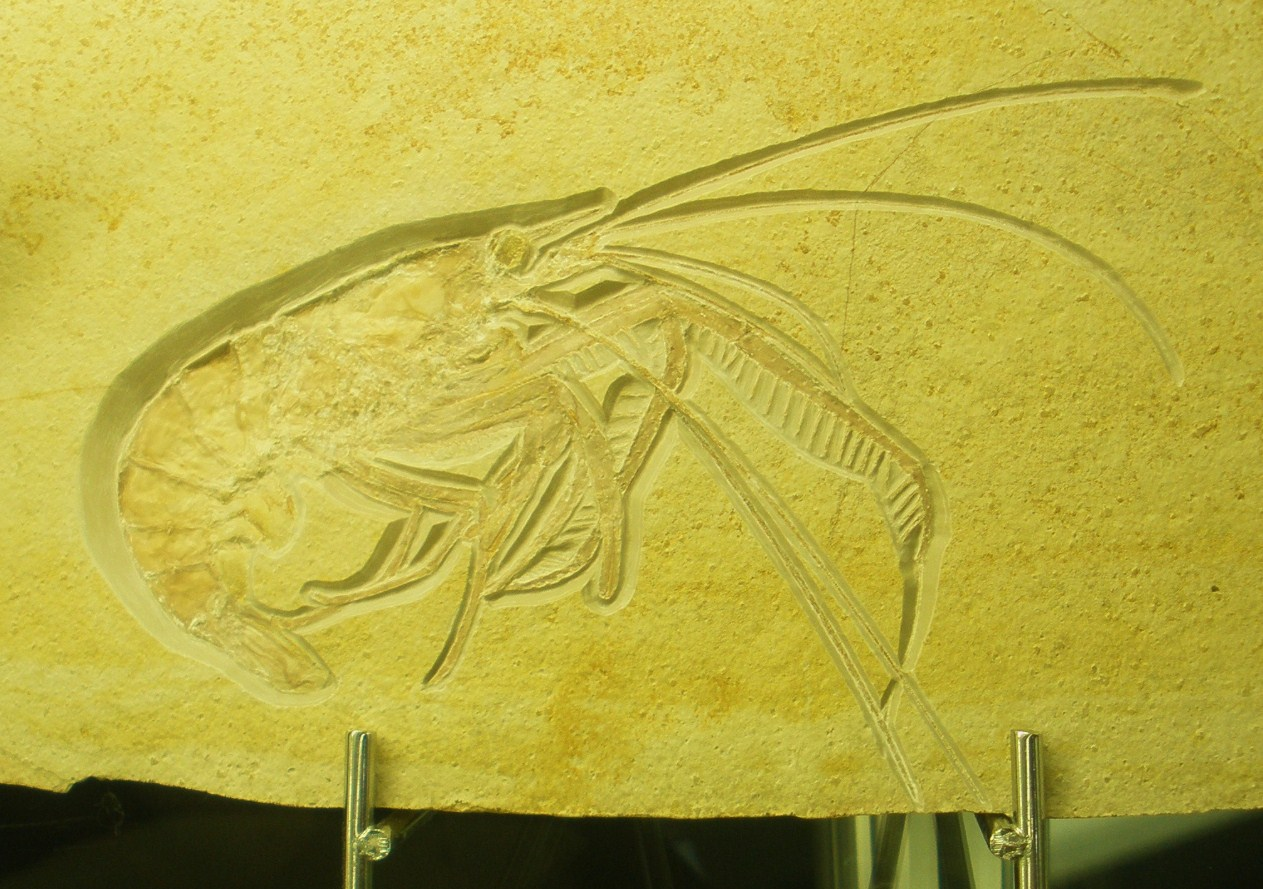
Fossile di Aeger elegans
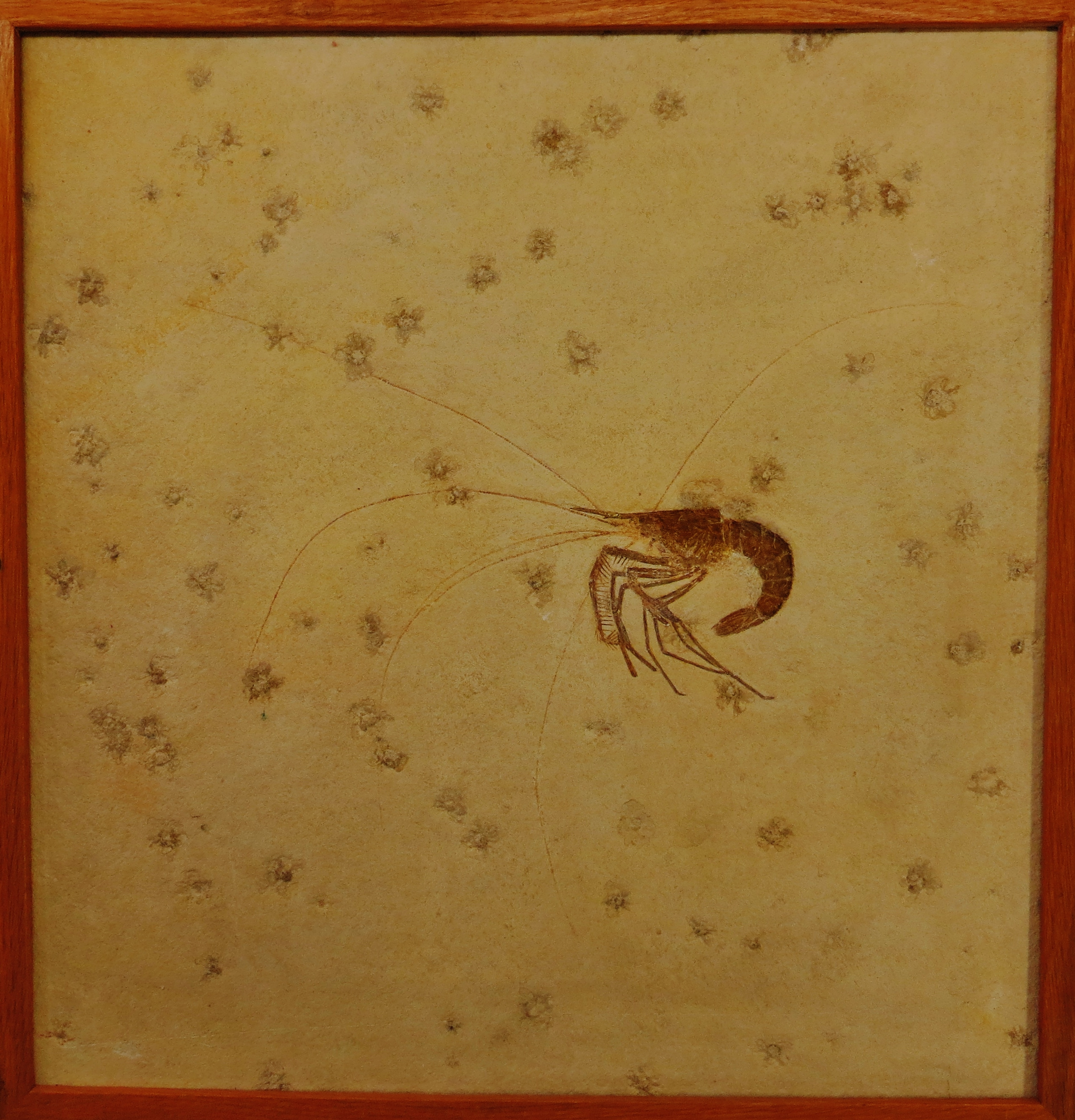
Fossile di Aeger circondato da numerosi esemplari di Saccocoma
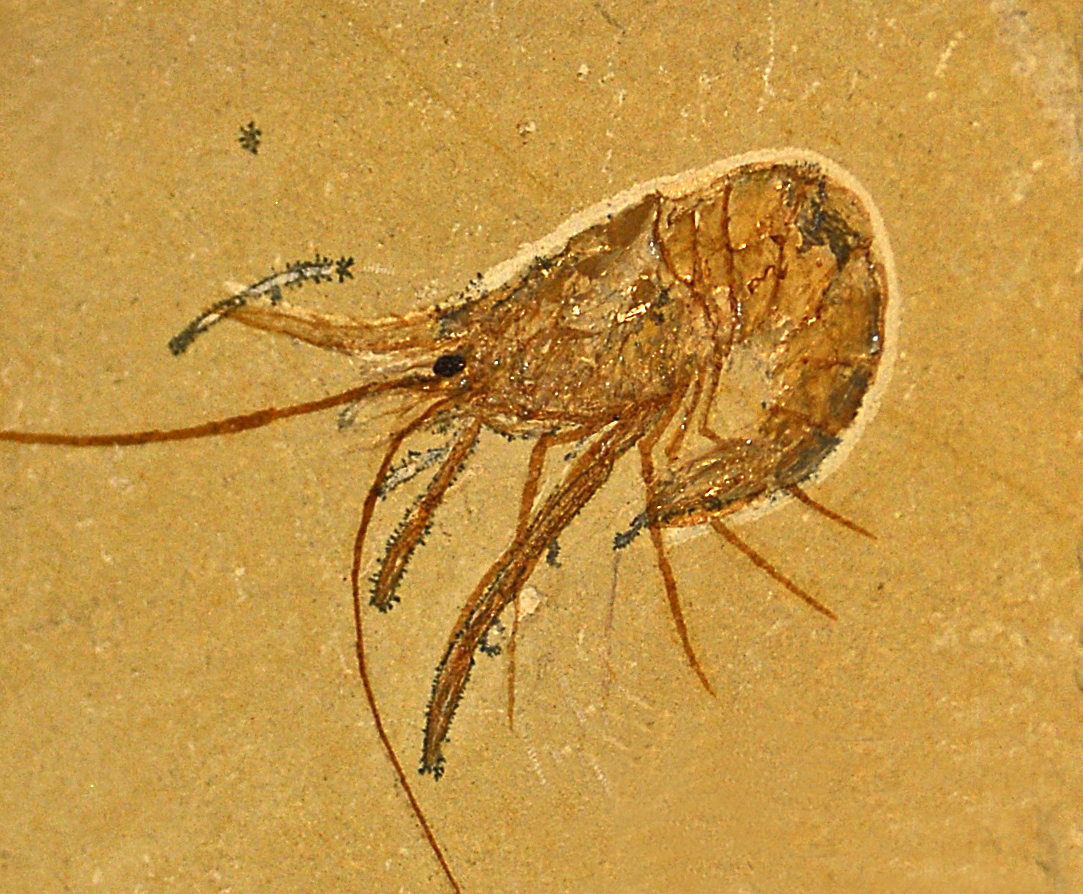
Fossile di Aeger libanensis
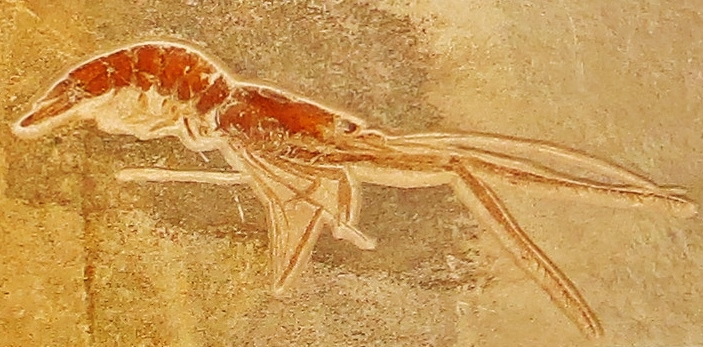
Fossile di Aeger tipularius
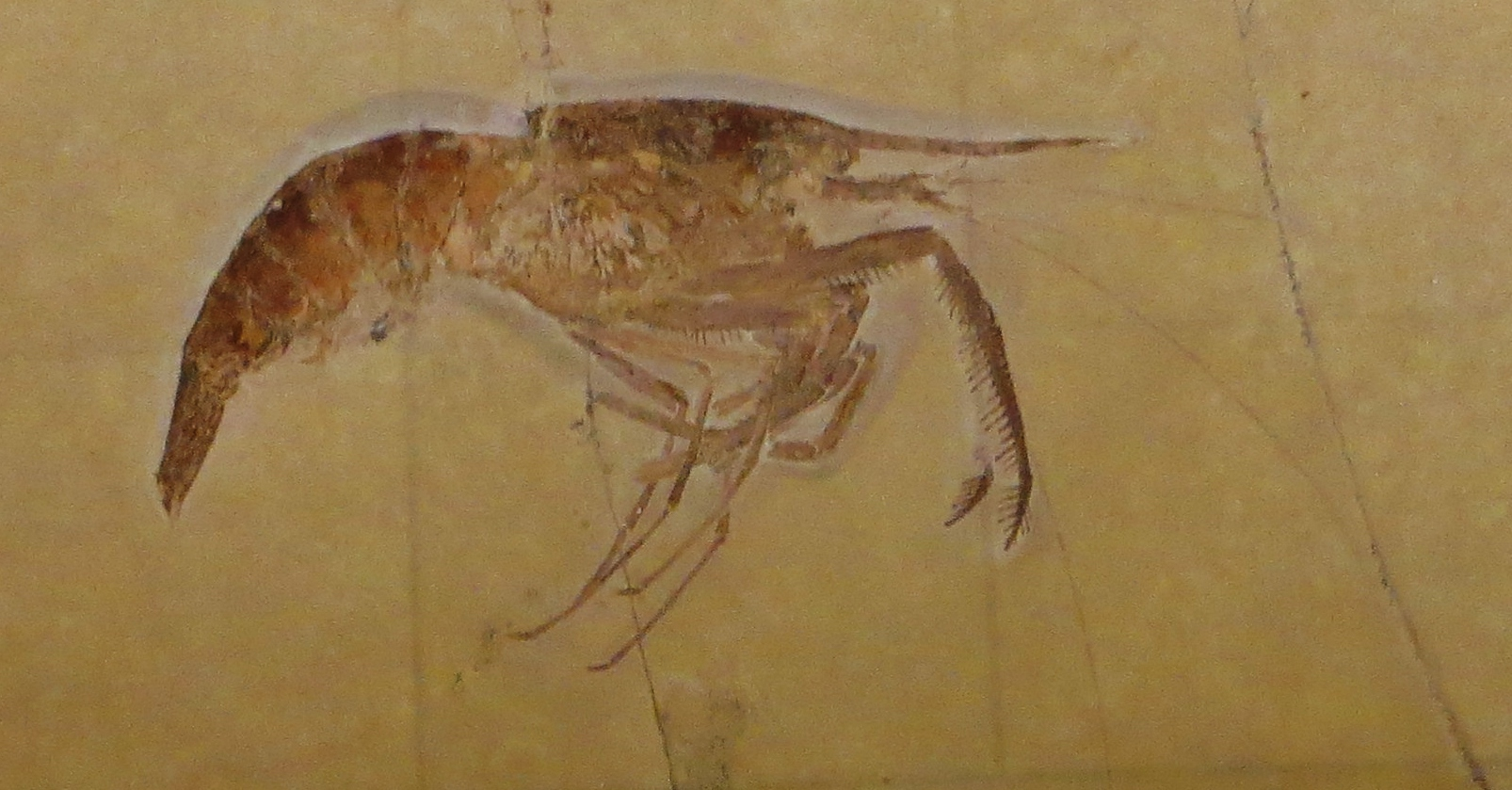
Fossile di Aeger spinipes
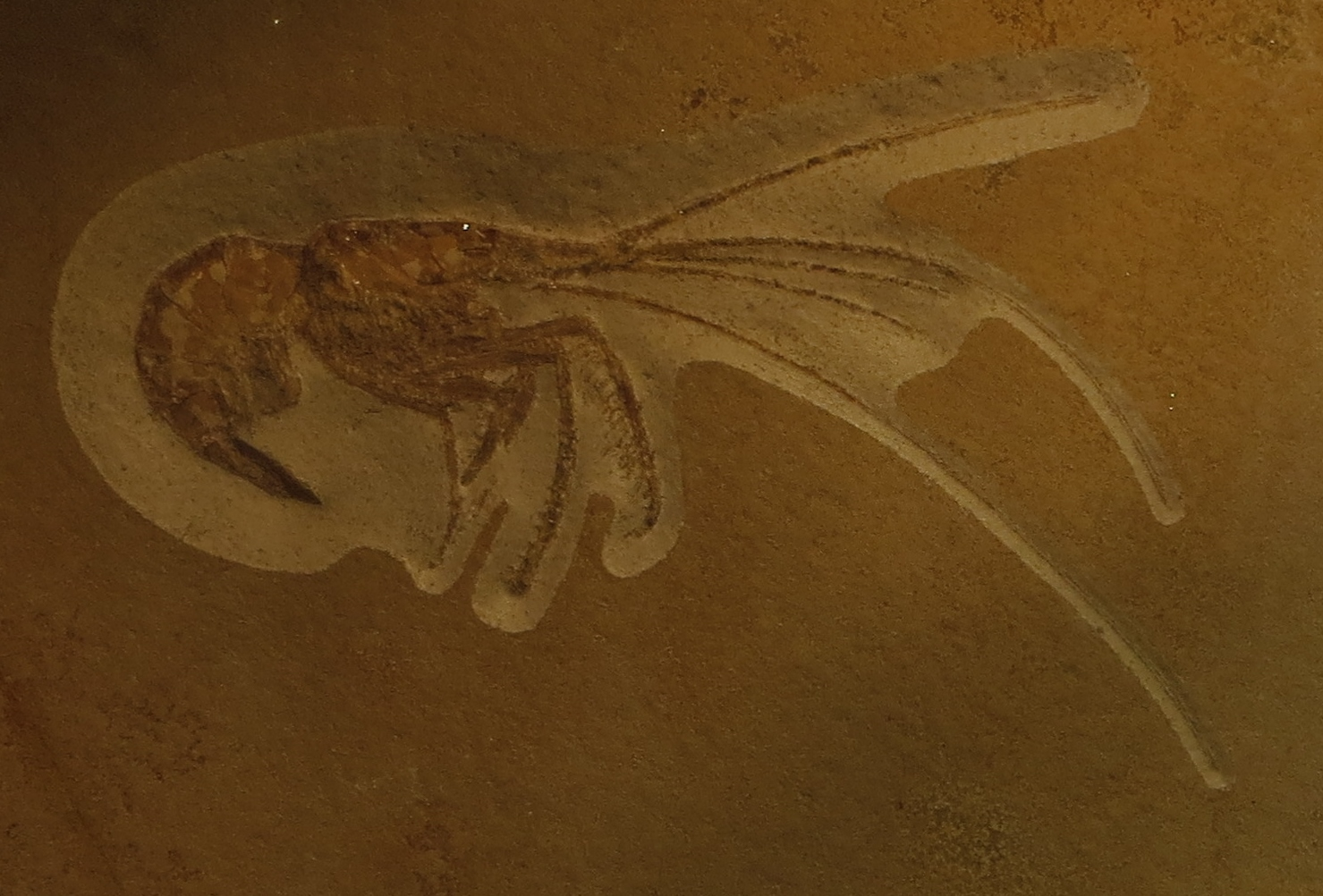
Fossile di Aeger cf. elegans
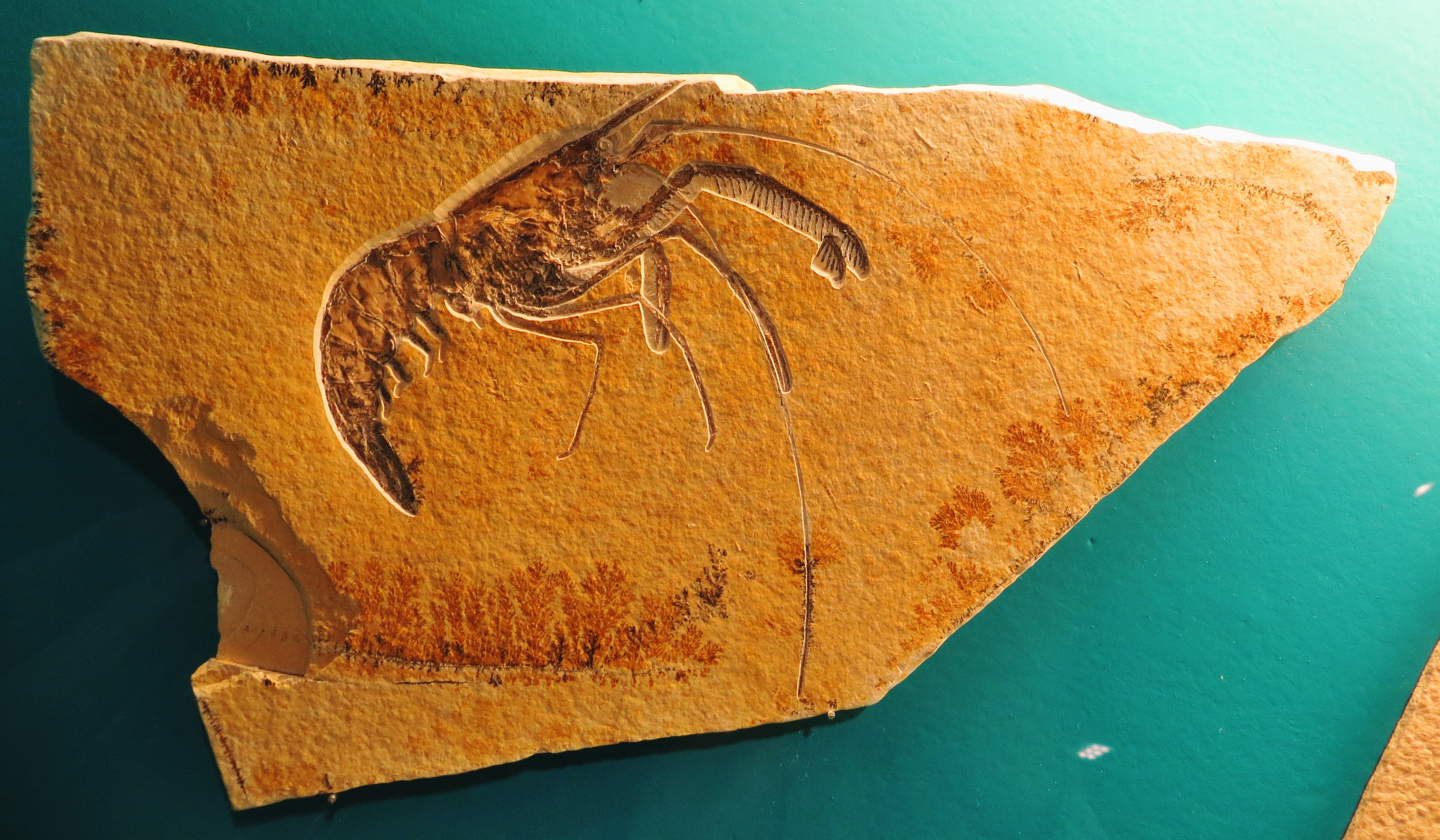
Fossile di Aeger spinipes
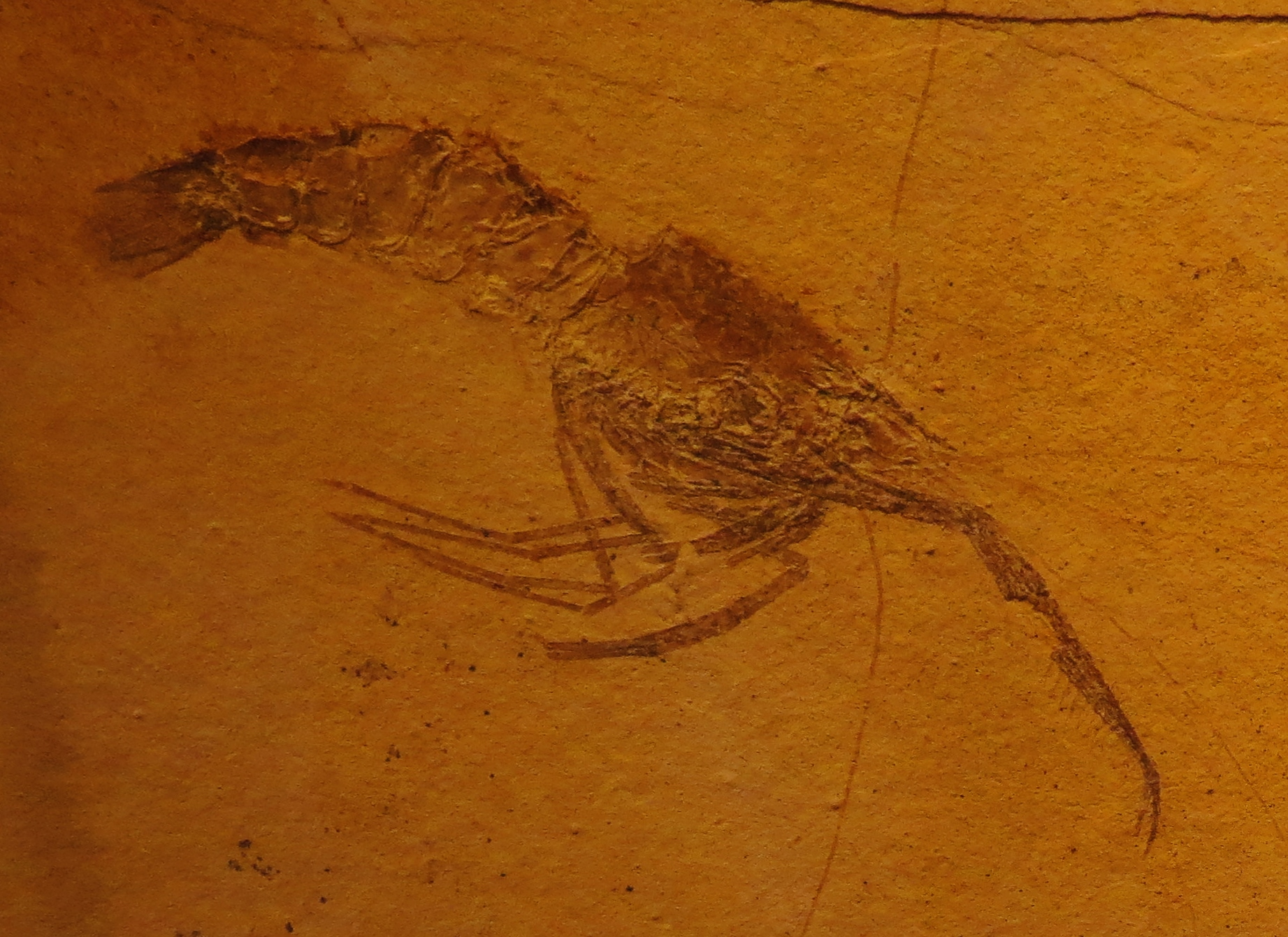
Fossile di Aeger elegans
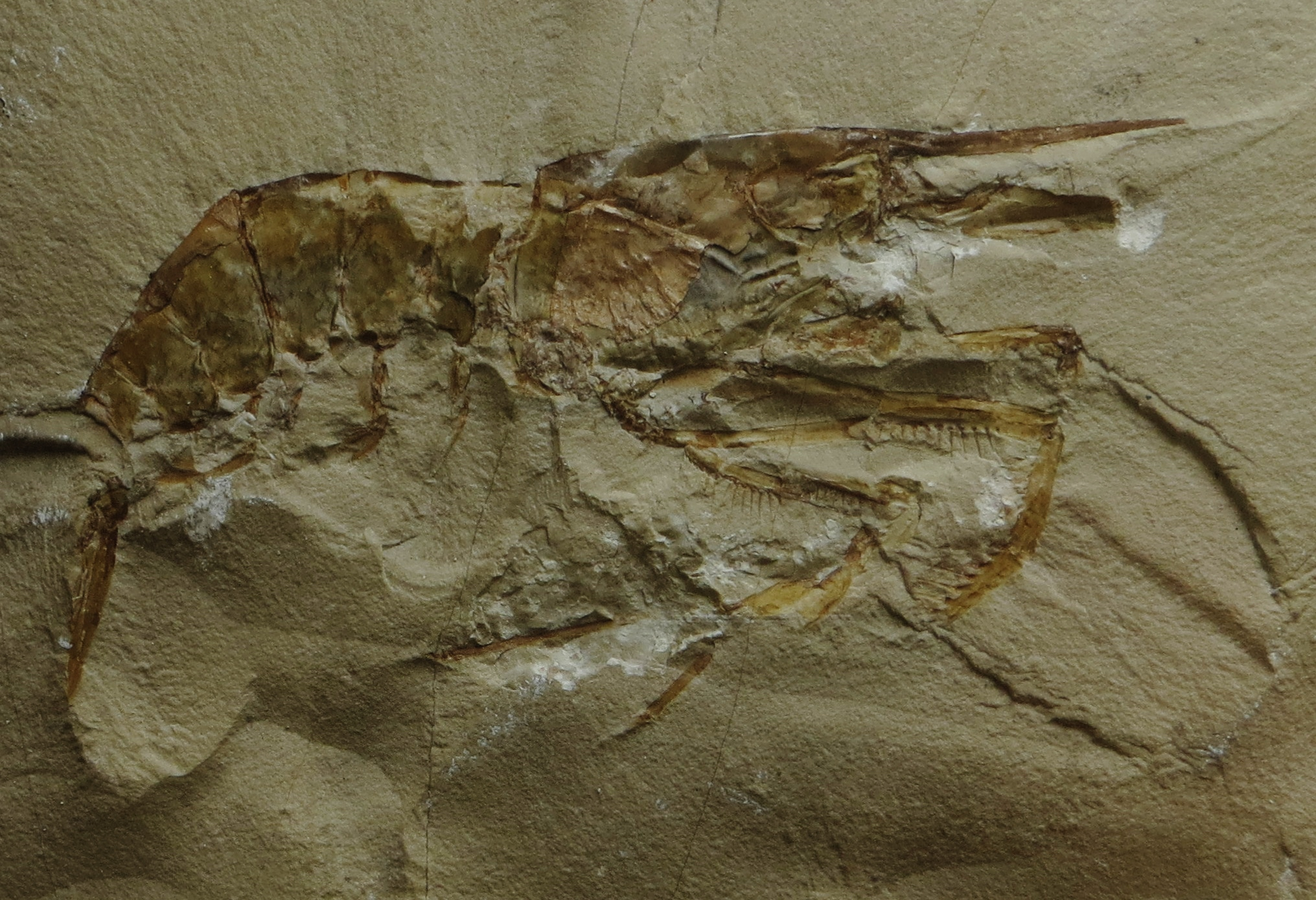
Fossile di Aeger spinipes
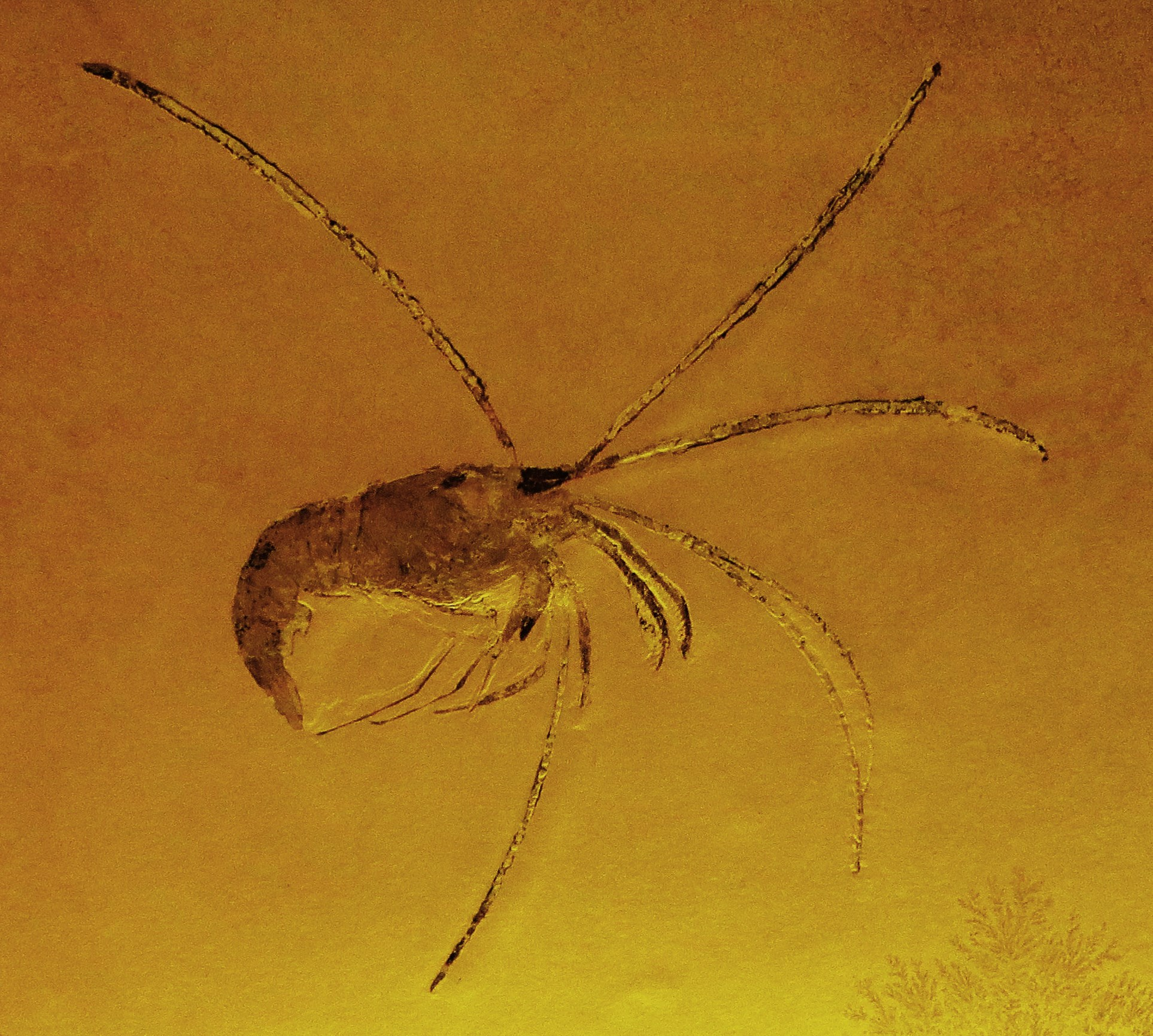
Fossile di Aeger tipularius
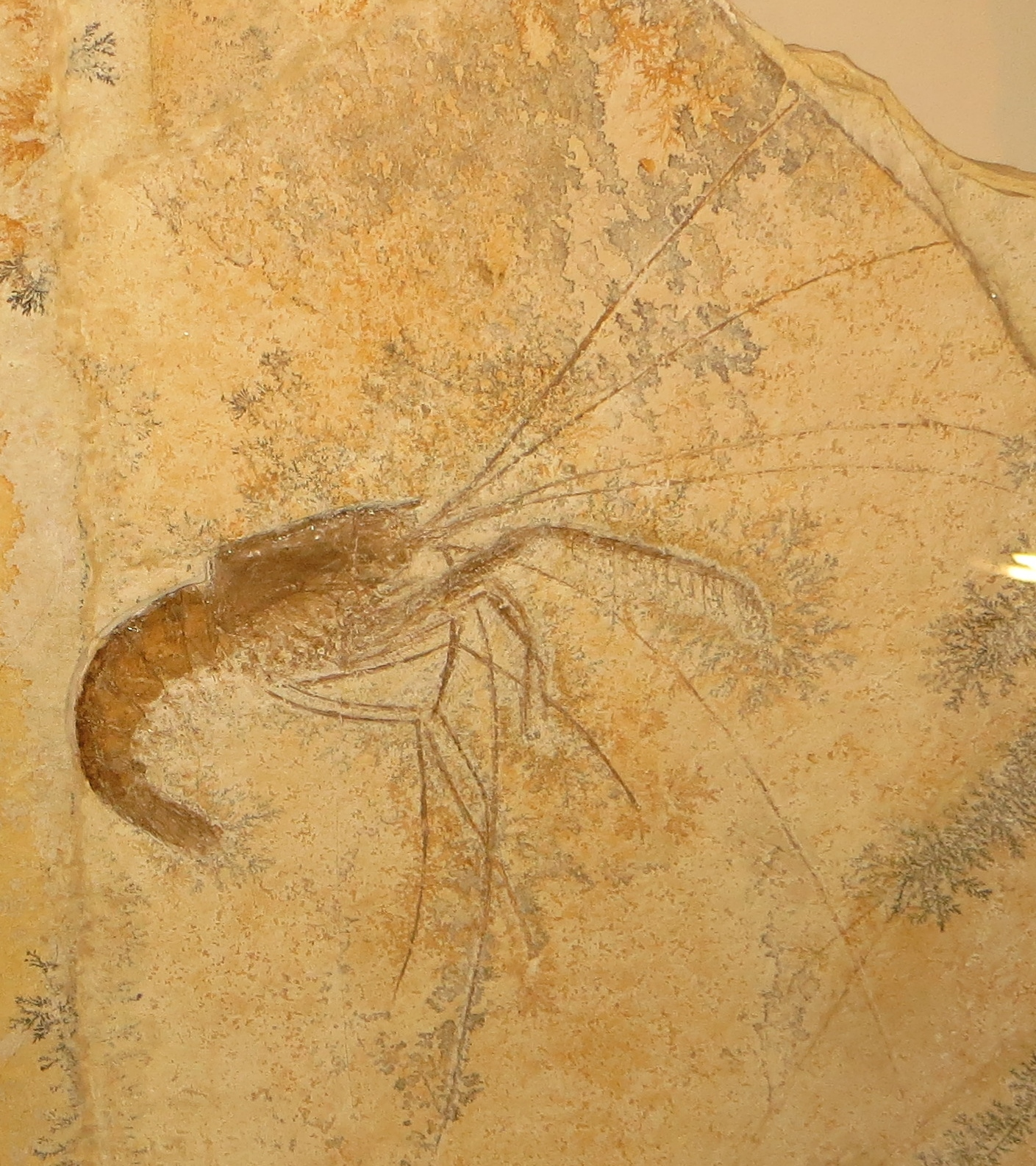
Fossile di Aeger tipularius
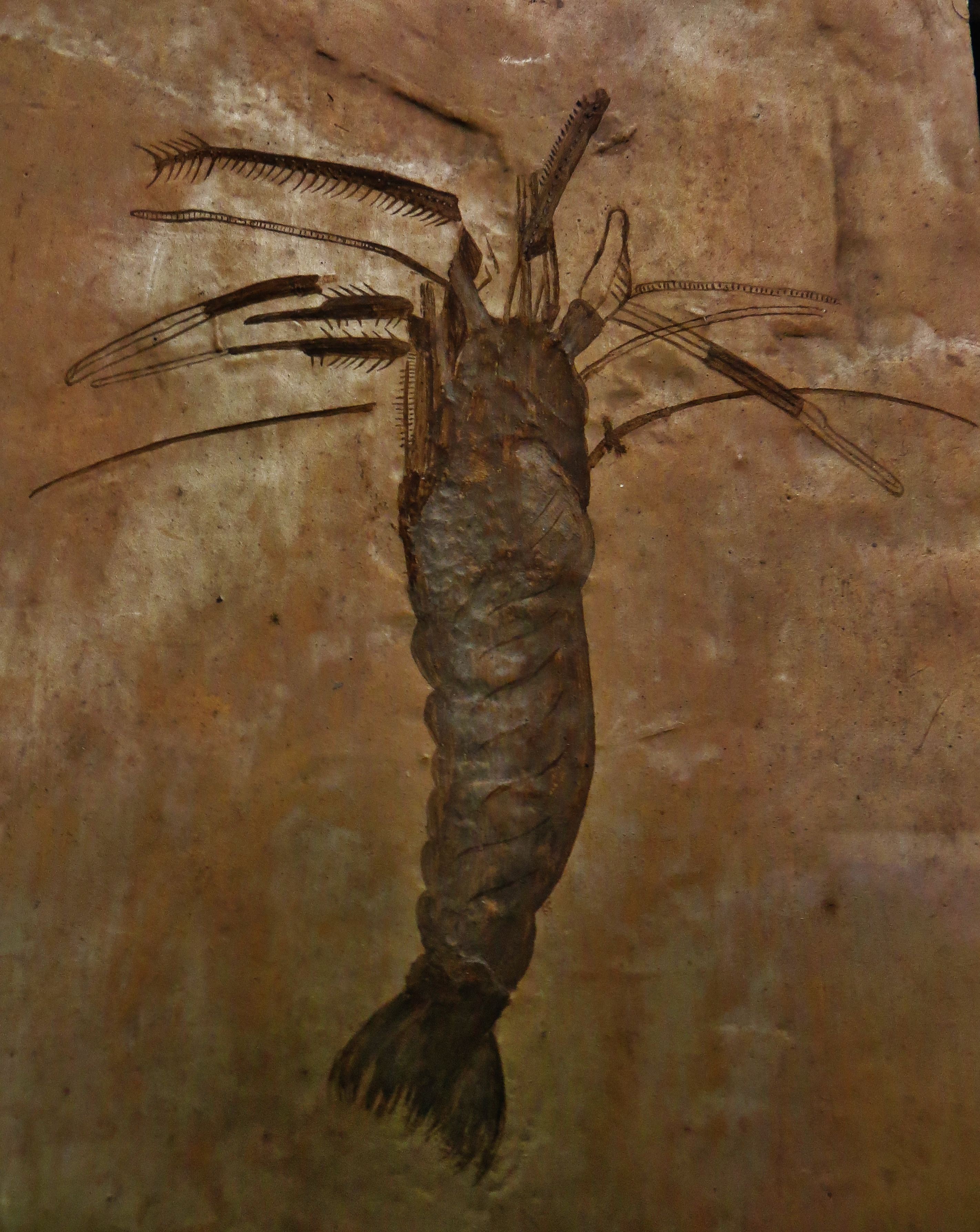
Fossile di Aeger insignis